# Menindee
Menindee ist ein kleiner Ort mit 380 Einwohnern im Westen von New South Wales in Australien 622 Kilometer nordöstlich von Adelaide und 112 Kilometer südöstlich von Broken Hill gelegen. Die Stadt liegt im Central Darling Shire an den Ufern des Darling River.

## Geschichte
Der erste Europäer, der in diese Gegend kam, war im Jahre 1835 der Entdecker Thomas Livingstone Mitchell, dem Charles Sturt 1844 folgte. Die erste Siedlung europäischstämmiger Australier am Darling River gründete Tom Pain, der hier im Jahr 1853 ein Hotel erbaute. Dieses ist heute als Maiden's Menindee Hotel bekannt und wird als das zweitälteste Hotel in New South Wales angesehen. In den Jahren 1860/61 diente es den Entdeckern Robert O’Hara Burke und William John Wills als Basisstation auf ihrer Expedition von Melbourne zum Golf von Carpentaria, die für beide am Cooper Creek tödlich endete.
Unter anderem bedingt durch die Ansiedlung eines Händlers im Jahr 1856 entwickelte sich Menindee zu einem wichtigen Anlaufpunkt für die Dampfer auf dem Darling River. Ein Postamt wurde in der zu diesem Zeitpunkt als Perry bekannten Siedlung im Jahr 1861 eröffnet. Seinen heutigen Namen erhielt der Ort im Jahr 1863, damals noch Menindie geschrieben. Menindee wuchs bis in die 1870er Jahre, als weiter nördlich Bodenschätze entdeckt wurden und sich die wirtschaftliche Aktivität auf Wilcannia zu konzentrieren begann.
Im Darling River kam es im März 2023 zu einem massiven Fischsterben. Die Fische hatten sich bei einem Hochwasser stark vermehrt, nach dem Rückgang des Wasserstands wurde bei großer Hitze der Sauerstoff zu knapp. Schon 2019 gab es ebenfalls ein großes Fischsterben.

## Wirtschaft
Die Bewohner des Ortes beziehen ihr Einkommen größtenteils von der Landwirtschaft und vom Tourismus. Es gibt Hotels sowie Caravanparks am Kinchega-Nationalpark und am Lake Cawndilla. In der Stadt gibt es Einkaufsmöglichkeiten und eine Tankstelle.

## Menindee Lakes

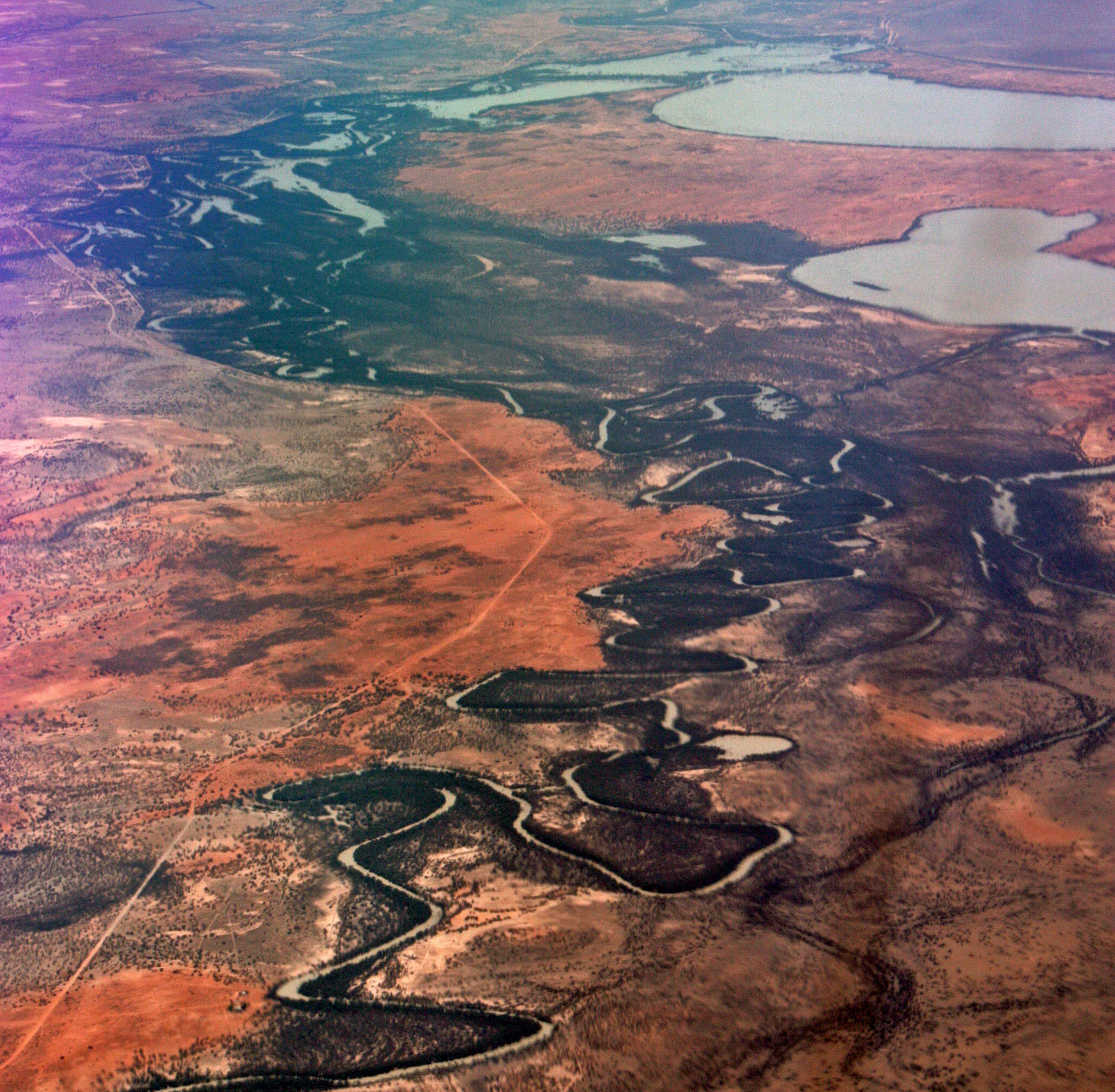
Luftaufnahme der Menindee Lakes (2009)

Eine Reihe von Seen grenzt im Norden und Westen an die Stadt. Die vier größten heißen Lake Menindee, Lake Cawndilla, Lake Pamamaroo und Lake Wetherell. Die aus einer geologischen Depression entstandenen, aber früher nur bei Hochwasser gefüllten Seen dienen heute als Wasserspeicher. Wehre am Darling River nordöstlich von Menindee leiten das Wasser in die Seenplatte. Mit dem Bau der Wasserspeicher wurde 1949 begonnen. Erst 1968 waren die Arbeiten abgeschlossen.
In den Menindee Lakes können die Hochwasserspitzen zwischengespeichert und nach und nach an die Landwirtschaft zur Bewässerung der Felder für Weintrauben, Melonen, Aprikosen, Tomaten und Orangen abgegeben werden. Der 120 Kilometer weit entfernten Stadt Broken Hill dienen die Seen als Trinkwasserreservoir. Die Stauseen werden auch zum Wasserskifahren, Segeln, Schwimmen und zum Fischen genutzt. Anfang 2005 und 2008 fielen die Seen aufgrund der Dürre und des hohen Wasserbedarfs trocken. Auch Ende der 2010er Jahre waren die Seen ausgetrocknet. Die lokale Bevölkerung beklagt, dass an den Quellflüssen des Darling Rivers in Queensland viel Wasser zur Bewässerung entnommen wird, etwa für den Baumwoll- und Reisanbau, was die Folgen von Dürren zusätzlich verstärke.
Auf einem Damm zwischen zwei Seen führt die Bahnlinie des Indian-Pacific-Express hindurch, und der darauf fahrende Outback Xplorer verbindet Sydney und Broken Hill zweimal pro Woche. Am westlichen Ende des Ortes liegt der Kinchega-Nationalpark, der Lake Menindee und Lake Cawndilla umfasst.